# Orfordville
Orfordville è un villaggio degli Stati Uniti d'America, situato in Wisconsin, nella contea di Rock.